# Annona rigida
Annona rigida este o specie de plante angiosperme din genul Annona, familia Annonaceae, descrisă de Robert Elias Fries. Conform Catalogue of Life specia Annona rigida nu are subspecii cunoscute.